# Livid (álbum de Nightmare)
Livid (リヴィド) é o segundo álbum de estúdio da banda japonesa Nightmare. Foi lançado no dia 25 de novembro de 2004. Devido à grafia e pronúncia de 'livid' em japonês (ribido), o nome do álbum as vezes é confundindo com "Libido". 

## Recepção
Alcançou a 29ª posição na Oricon Albums Chart, permanecendo na parada por quatro semanas.
CD Journal elogiou o álbum, dizendo que eles se basearam no "autêntico rock japonês criando uma visão única".

## Faixas
| N.º            | Título                                                  | Duração |  |
| 1.             | "Sanagi (蛹)"                                           | 1:29    |  |
| 2.             | "Varuna"                                                | 4:11    |  |
| 3.             | "Sekishoku (赤触)"                                      | 3:20    |  |
| 4.             | "Underdog"                                              | 3:10    |  |
| 5.             | "Tokyo Shounen (東京傷年)"                              | 4:22    |  |
| 6.             | "Suna (砂)"                                             | 6:42    |  |
| 7.             | "Tsuki no hikari, utsutsu no yume (月の光、うつつの夢)" | 4:56    |  |
| 8.             | "be buried"                                             | 3:28    |  |
| 9.             | "Gianism Go (ジャイアニズム誤)"                         | 2:21    |  |
| 10.            | "Cyan (シアン, Shian)"                                  | 3:36    |  |
| 11.            | "Remembrance"                                           | 4:32    |  |
| 12.            | "Itsuka no boku he (いつかの僕へ)"                      | 3:13    |  |
| 13.            | "Travel (トラヴェル, Torabiru)"                         | 3:52    |  |
| Duração total: | Duração total:                                          | 49:12   |  |

## Créditos
- Yomi - vocal
- Sakito (咲人) - guitarra
- Hitsugi (柩) - guitarra
- Ni~ya - baixo
- Ruka - bateria